# Stephanopis bicornis
Stephanopis bicornis är en spindelart som beskrevs av Ludwig Carl Christian Koch 1874. Stephanopis bicornis ingår i släktet Stephanopis och familjen krabbspindlar.
Artens utbredningsområde är New South Wales. Inga underarter finns listade i Catalogue of Life.